# 大矢野修
大矢野 修（おおやの おさむ、1945年 - ）は、日本の自治体政策学者、龍谷大学政策学部特任教授。

## 略歴
学習院大学文学部哲学科卒業。1997年より『地方自治通信』編集主幹、1988年より川崎市役所勤務を経て、龍谷大学法学部教授。2011年より龍谷大学政策学部特任教授。